# Фёдоровка (Липецкий район)
Фёдоровка — деревня Сенцовского сельсовета Липецкого района Липецкой области.

## География
Деревня располагается по обеим склонам длинного оврага, протянувшегося к югу от русла реки Кузьминки, также несколько домов имеется на северном берегу Кузьминки. Балка, по дну которой здесь течёт Кузьминка, носит название «Фёдоровский Лог». Западнее Фёдоровки на южном берегу реки находится деревня Яковлевка, за ней — Тынковка, ещё выше по течению — центр сельсовета село Сенцово. Юго-восточнее числится деревня Новониколаевка. С востока к Фёдоровке частично примыкает территория аэродрома «Липецк-2», где базируется Липецкий авиацентр (северный участок новой взлётно-посадочной полосы). К северо-востоку от населённого пункта, южнее реки, расположена деревня Копцевы Хутора (ранее между нею и Фёдоровкой находилась шахта), севернее реки — микрорайон Северный Рудник города Липецка (ближайший объект на этом направлении — также шахта, на юге от жилой части микрорайона). Вокруг Фёдоровки разрабатываются крупные песчаные карьеры, к северу и северо-западу, к юго-востоку и к юго-западу от деревни.

## История
Фёдоровка уже присутствует на карте Липецкого уезда Тамбовской губернии 1914 года, где она отнесена к юрисдикции земского начальника 4-го участка (из 5 участков, на которые делился уезд). Во второй половине 1930-х — начале 1940-х годов в деревне было 97 дворов.

## Население
| 2010 | 2012 |
| ---- | ---- |
| 127  | ↗150 |

По состоянию на 1981 год, население деревни составляло приблизительно 280 человек. Согласно переписи 2002 года, в Фёдоровке проживал 141 человек, из них 69 мужчин и 72 женщины, 99 % населения составляли русские. По данным переписи 2010 года, мужчин и женщин среди жителей деревни приблизительно поровну, 94 % населения — русские, также проживают армяне и азербайджанцы.

## Улицы
В деревне 2 улицы — Горького и Песочная.

## Песчаный карьер
Песчаные карьеры, разрабатываемые в районе деревни, относятся к Тынковской залежи Сенцовского месторождения строительных песков. Основной производственной площадкой является карьер к северу и северо-западу от Фёдоровки. Разработку ведёт ООО «Липецкий карьер «Стройматериал».
В начале 2016 года стали известны планы владельцев предприятия провести рекультивацию старых отработанных карьеров, находящихся в непосредственной близости от деревни, посредством образования на их месте отвала для шлака с Новолипецкого металлургического комбината. В связи с возможной экологической опасностью шлакоотвала (например, из-за проникновения вредных веществ в водоносный горизонт или рассеивания их ветрами) жители Фёдоровки, Тынковки и Сенцово провели акции протеста и организовали сбор подписей против создания свалки отходов, также они протестовали в ходе организованных в Липецке публичных слушаний по вопросу ликвидации карьера. В акциях протеста принимали участие представители КПРФ.

## Транспортная ситуация
Интенсивные работы на карьере существенно ухудшали транспортную ситуацию в Фёдоровке, поскольку высокие нагрузки на полотно от большегрузного транспорта разрушали единственную асфальтированную дорогу, ведущую в деревню — автодорогу от Северного Рудника. При этом, в отсутствие школы в самой деревне, школьники Фёдоровки вынуждены ездить в учебные заведения Северного Рудника и Копцевых Хуторов именно по этой дороге (на рейсовом автобусе и попутном транспорте, школьный автобус из-за плохого состояния подъездов к деревням в Фёдоровку, Яковлевку и Тынковку не ходил).
Капитальный ремонт данной транспортной артерии вследствие нехватки средств в областном бюджете долгое время не производился. По некоторым данным, дорога не ремонтировалась с 1970-х годов. В 2015 году подъезд от трассы Липецк—Данков к деревне Фёдоровка всё же был капитально реконструирован.
Возможность переориентации транспортных потоков в противоположную сторону, на село Сенцово, отсутствует в принципе (притом что в селе имеется средняя школа, кроме того, именно в Сенцово как административном центре сельсовета жители деревень имеют возможность получать социальные услуги). После Тынковки асфальтированная дорога, идущая через Фёдоровку и Яковлевку, заканчивается, грунтовая дорога, ведущая к селу, находится в неудовлетворительном состоянии и фактически отсутствует. Средств на строительство этого участка у области и сельского поселения нет.